# 일본국 헌법 제36조
일본국 헌법 제36조(일본어: 日本国憲法第36条)은 일본국 헌법 제3장 "국민의 권리와 의무"의 조문 중 하나이다. 공무원의 고문, 잔학형의 금지에 대해 규정하고 있다.

## 조문
일본국 헌법 제36조
공무원에 의한 고문 및 잔학한 형벌은 절대로 이를 금지한다.

## 해설
조문상으로는 '공무원에 의한 고문'만을 금지하고 있지만, 통상적인 고문의 정의로 보아 형법과의 관계성을 고려할 때 개인의 고문 역시 허용되지 않는다고 본다.
여기서 '절대로'라는 표현이 사용된 것은 헌법 조문으로서는 이례적이라고 할 수 있으며, 객관적으로 이 표현을 해석한다면 본 조가 지켜야 할 가치에 대한 헌법 제정자의 명확하고 강한 의지를 드러낸 것이라고 볼 수 있다.
과거 일본 제국 헌법에서 이와 비슷한 규정은 존재하지 않았다. 물론 제국 헌법에서도 고문이나 잔학형을 인정하지 않는 취지의 조항이 존재하긴 했으나, 실제로는 범죄 용의자에게 고문이 자행된 사례를 곳곳에서 찾아볼 수 있으며 특히 제2차 세계 대전 중에는 특별고등경찰에 의한 고문과 자백 강요가 빈번히 일어났다. 결국 1945년 종전과 함께 일본을 점령한 연합군 최고사령부(GHQ)에 의해 치안유지법과 특별고등경찰 제도가 폐지되었고, 이후 일본국 헌법의 제정 과정에서 고문과 잔학형의 금지가 헌법 조문에 명문화되었다.
일본의 사형제(특히 현재의 교수형)가 본 조가 규정하고 있는 '잔학한 형벌'에 해당하는지에 대해서는 학계의 의견이 갈리고 있다. 이에 대해 최고재판소는 1948년의 판결에서 "교수형은 일본국 헌법이 규정하고 있는 '잔학한 형벌'에 해당하지 않는다"라고 판단한 바 있다.